# Lejdi Liçaj
Lejdi Liçaj (Valona, 19 gennaio 1987) è un ex calciatore albanese, di ruolo centrocampista o difensore.

## Palmarès

### Club

#### Competizioni nazionali
- Coppa d'Albania: 2

Flamurtari Valona: 2008-2009, 2013-2014